# Mihăileni (Rîșcani)
Mihăileni è un comune della Moldavia situato nel distretto di Rîșcani di 4.465 abitanti al censimento del 2004